# Ел Естабло, Агва Бланка (Алтар)
Ел Естабло, Агва Бланка (шп. El Establo, Agua Blanca) насеље је у Мексику у савезној држави Сонора у општини Алтар. Насеље се налази на надморској висини од 362 м.

## Становништво
Према подацима из 2010. године у насељу су живела 4 становника.

### Хронологија
| Година       | 2000       | 2005      | 2010 |
| ------------ | ---------- | --------- | ---- |
| Становништво | 11 (6 / 5) | 7 (5 / 2) | 4    |

### Попис
| # | Индикатор                     | Вредност |
| - | ----------------------------- | -------- |
| 1 | Укупно домаћинстава           | 2        |
| 2 | Укупно насељених домаћинстава | 1        |
| 3 | Величина локације             | 1        |